# Kanton Meyssac
Kanton Meyssac (francouzsky Canton de Meyssac) je francouzský kanton v departementu Corrèze v regionu Limousin. Tvoří ho 14 obcí.

## Obce kantonu
- Branceilles
- Chauffour-sur-Vell
- Collonges-la-Rouge
- Curemonte
- Lagleygeolle
- Ligneyrac
- Lostanges
- Marcillac-la-Croze
- Meyssac
- Noailhac
- Saillac
- Saint-Bazile-de-Meyssac
- Saint-Julien-Maumont
- Turenne